# Университет Авраама Линкольна
Университет Авраама Линкольна (англ. Abraham Lincoln University, ALU) — частный коммерческий онлайн-университет, расположенный в Глендейле (штат Калифорния, США).

## История
Университет Авраама Линкольн был основан Хён Парком, адвокатом по налоговым вопросам и выпускником юридической школы Лойолы, в 1996 году. Первоначально занятия проводились в конференц-зале в его офисе. Парк назвал свою школу в честь Авраама Линкольна отчасти потому, что Линкольн самостоятельно изучил юриспруденцию.
Парк основал университет с философией «гибкости и доступности» для работающих профессионалов, чтобы они могли сохранить текущую работу и одновременно изучать право в аккредитованном учебном заведении в соответствии с законодательством Калифорнии. В дополнение к основной программе юридической школы, программы ALU расширились и теперь включают дипломы и сертификаты, степени бакалавра, магистра и доктора в области делового администрирования, уголовного правосудия, общих исследований, права и юридических наук.

## Учебная часть
Университет Авраама Линкольна предлагает онлайн-курсы для подготовки на получение степени младшего специалиста, бакалавра, магистра и доктора наук, а также дипломы и сертификаты.
Среди преподавателей Университета Авраама Линкольна есть практикующие и профессиональные юристы.
Университет Авраама Линкольна (ALU) — это 100 % онлайн (дистанционное) учебное заведение, предлагающее альтернативные возможности для вовлечения студентов с помощью онлайн-занятий в прямом эфире и записанных лекций. Записи всех занятий доступны для последующего просмотра. Студенты имеют постоянный доступ к лекциям. Студенты и преподаватели также участвуют в онлайновых дискуссионных форумах.

## Аккредитация, членство и регистрация
Юридическая школа Университета Авраама Линкольна (англ. ALU School of Law) не аккредитована Американской ассоциацией юристов, и по состоянию на 2017 год выпускники могли сдавать экзамен на звание адвоката только в штате Калифорния. Юридическая школа Университета Авраама Линкольна зарегистрирована в Комитете экзаменаторов адвокатов штата Калифорния в категории неаккредитованных школ дистанционного обучения.
Университет Авраама Линкольна является признанным учебным заведением — членом Совета по аккредитации высшего образования (CHEA). CHEA выступает за аккредитацию университетов и колледжей, выдающих дипломы, в первую очередь перед Конгрессом США и Министерством образования США.
Онлайн-программа Университета Авраама Линкольна по получению степени в области права зарегистрирована в Комитете экзаменаторов адвокатов (CBE) коллегии адвокатов штата Калифорния как неаккредитованная юридическая школа дистанционного обучения. Университет Авраама Линкольна имеет право присваивать степень доктора юриспруденции (J.D.), которая требуется будущим адвокатам для сдачи экзамена на получение степени адвоката в Калифорнии и ведения юридической практики в Калифорнии, через CBE.
Академические программы Университета Авраама Линкольна, за исключением программы на получение степени доктора юриспруденции, были лицензированы Калифорнийским бюро частного послесреднего образования (BPPE) посредством институциональной лицензии через аккредитацию. Программа дистанционного обучения Университета Авраама Линкольна на степень доктора юриспруденции освобождена от надзора BPPE и находится в ведении Комитета экзаменаторов адвокатов штата Калифорния (CBE).

## Участие в общественной жизни
Университет Авраама Линкольна предлагает бесплатные юридические консультации для женщин, нуждающихся в юридической помощи, в Женском центре Даунтауна, приюте для бездомных в Лос-Анджелесе. Среди них — консультация по разводам и текущая консультация по освобождению от ответственности, чтобы помочь снизить уровень рецидивизма. Студентов-юристов поощряют быть волонтерами.

## Проходной балл в адвокатуру
В совокупности, по состоянию на июль 2015 года, с 1999 года 386 выпускников сдавали общий экзамен на звание адвоката в Калифорнии, и 166 (43,0 %) успешно его сдали, включая повторно сдававших экзамен.
В 2015 году газета Los Angeles Times сообщила, что Университет Авраама Линкольна активно набирает студентов без вступительного экзамена LSAT, и университет подтвердил это. В той же статье бывший сотрудник приёмной комиссии охарактеризовал университет как «отличный вариант для студентов, ищущих академический вызов в районе Лос-Анджелеса».